# Klokočevik
Klokočevik falu Horvátországban, Bród-Szávamente megyében. Közigazgatásilag Garcsinhoz tartozik.

## Fekvése
Bród központjától légvonalban 12, közúton 15 km-re északkeletre, községközpontjától légvonalban 7, közúton 8 km-re északnyugatra, Szlavónia középső részén, a Dilj-hegység déli nyúlványai és a Szávamenti-síkság határán fekszik.

## Története
Klokočevik területe már az őskorban is lakott volt. A falu keleti részén egy ék alakú magaslat található, mely enyhén lejt északról déli irányban és a Dilj-hegység egyik utolsó nyúlványát képezi a Száva völgyének irányában. 1962-ben ezen a helyen régészeti feltárást végeztek, melynek során újkőkorszaki település egy része került elő számos régészeti lelettel, melyek a Sopot kultúra IA, IB és II. fázisához tartoztak. A lelőhelyen az egykori lakóházak maradványai mellett sok cseréptöredéket, áldozati oltár részeit, kőszerszámokat, köztük szekercéket, fúrókat, ékeket, vésőket, nyilakat és késeket találtak.
A település neve a „klokoč” növénynévből, a hólyagfa délszláv nevéből származik, mely úgy látszik, hogy bőségesen termett a területén. A falu már a középkorban is létezett, 1461-ben „Klokochewyth”, 1471-ben „Glokochewygh” alakban nemesi névben említik. A diakovári püspökséghez tartozott. 1536-ban a török megszállta a területet és a keresztény lakosság elmenekült. Helyükre Boszniából pravoszláv vlach martalócokat telepítettek, akik a török hadsereg segédcsapatai voltak. Ezek a török sereg távozásakor velük mentek és a falu puszta maradt. 1696-ban Boszniából érkeztek katolikus menekültek a helyükre.

1698-ban „Klokosevacz” néven hajdútelepülésként szerepel a török uralom alól felszabadított szlavóniai települések kamarai összeírásában. A felszabadítás után egy ideig itt lakott a garcsini plébános. Itt megmaradt a plébánia szőlőhegye, melyet még Martin Teovan atya telepített. 1730-ban 12 katolikus és 20 pravoszláv ház állt a településen. A pravoszlávok kápolnát építettek ide és ortodox pap is lakott itt, ahonnan a környező falvak híveit szolgálta. 1746-ban 10 katolikus ház állt itt 90 lakossal és egy Szent Keresztnek szentelt kápolnával. 1758-ban említik a kőből épített, elhagyott Szent Péter templomot, mely a falu közelében állt. Hosszúsága 20 méter, szélessége 8 méter volt és a garcsini plébános járt át ide misézni. Körülötte temető volt, ahova nemcsak a helyiek, de garcsiniak, selneiek, sapcaiak és részben verhovinaiak is temetkeztek. 1760-ban Koločeviken 18 katolikus ház állt 29 családdal, 155 katolikus lakossal. Ezen kívül 15 pravoszláv ház is állt itt.
Az első katonai felmérés térképén „Klokochevik” néven található. Lipszky János 1808-ban Budán kiadott repertóriumában „Klokocsevik” néven szerepel. Nagy Lajos 1829-ben kiadott művében „Klokocsevik” néven 105 házzal, 222 katolikus és 308 ortodox vallású lakossal találjuk. A katonai közigazgatás megszüntetése után 1871-ben Pozsega vármegyéhez csatolták.
A településnek 1857-ben 485, 1910-ben 935 lakosa volt. Pozsega vármegye Bródi járásának része volt. Az 1910-es népszámlálás adatai szerint lakosságának 59%-a szerb, 36%-a horvát anyanyelvű volt. Az első világháború után 1918-ban az új szerb-horvát-szlovén állam, majd később (1929-ben) Jugoszlávia része lett. 1991-től a független Horvátországhoz tartozik. 1991-ben lakosságának 49%-a horvát, 40%-a szerb, 9%-a jugoszláv nemzetiségű volt. 2011-ben a településnek 607 lakosa volt.

## Lakossága
| Lakosság változása | Lakosság változása | Lakosság változása | Lakosság változása | Lakosság változása | Lakosság változása | Lakosság változása | Lakosság változása | Lakosság változása | Lakosság változása | Lakosság változása | Lakosság változása | Lakosság változása | Lakosság változása | Lakosság változása | Lakosság változása |
| ------------------ | ------------------ | ------------------ | ------------------ | ------------------ | ------------------ | ------------------ | ------------------ | ------------------ | ------------------ | ------------------ | ------------------ | ------------------ | ------------------ | ------------------ | ------------------ |
| 1857               | 1869               | 1880               | 1890               | 1900               | 1910               | 1921               | 1931               | 1948               | 1953               | 1961               | 1971               | 1981               | 1991               | 2001               | 2011               |
| 485                | 507                | 500                | 667                | 779                | 935                | 965                | 1.017              | 847                | 868                | 921                | 847                | 713                | 687                | 650                | 607                |

## Nevezetességei
A Szentháromság tiszteletére szentelt ortodox templomot 1756 és 1760 között építették. A második világháború alatt az usztasák földig rombolták, egyúttal megsemmisítették az ikonosztázt, a liturgikus tárgyakat, misekönyveket és a levéltárat. A háború után Dušan Glumac, a szerb ortodox főiskola teológiai karának professzora, aki Klokočevikben született alapítványt hozott létre egy új kápolna építésére, mely mellett 1988-ban az új templomot is felépítették. 1991 novemberében mindkét épületet lerombolta a horvát hadsereg. A törmeléket még ma sem távolították el (2018 vége).

## Oktatás
A településen a garcsini „Vjekoslav Klaić” elemi iskola négyosztályos területi iskolája működik.